# کاتسنباخ (آلمان)
کاتسنباخ (به آلمانی: Katzenbach) یک شهر در آلمان است که در دنرسبرگکرایس واقع شده‌است. کاتسنباخ ۵۵۳ نفر جمعیت دارد.